# 空肠弯曲菌
空肠弯曲菌（Campylobacter jejuni）菌体轻度弯曲似逗点状，长1.5～5 μm,宽0.2～0.8 μm。菌体一端或两端有单鞭毛，运动活泼，在暗视野镜下观察似飞蝇。无荚膜，不形成芽胞。微需氧菌，在含5% O2或10% CO2和85% N2的环境中生长最好。最适生长温度42℃。在正常大气或无氧环境中均不能生长。

## 简介
本菌在普通培养基上难以生长，在凝固血清和血琼脂培养基上培养36小时可见无色半透明毛玻璃样小菌落，单个菌落呈中心凸起，周边不规则，无溶血现象。空肠弯曲生化反应不活泼，不发酵糖类，不分解尿素，靛基质阴性。可还原硝酸盐，氧化酶和过氧化氢酶为阳性。能产生微量或不产生硫化氢，甲基红和vp试验阴性，枸椽酸盐培养基中不生长,在弯曲菌中唯一马尿酸呈阳性反应。
空肠弯曲菌抵抗力不强，易被干燥、直射日光及弱消毒剂所杀灭，56℃5分钟可被杀死。对红霉素、新霉素、庆大霉素、四环素、氯霉素、卡那霉素等抗生素敏感。近年发现了不少耐药菌株,及多重耐药性菌株。
空肠弯曲菌抗原构造与肠道杆菌一样具有o、h和k抗原。根据o抗原，可把空肠弯曲菌分成45个以上血清型，第11、12和18血清型最为常见。空肠弯曲菌是多种动物如牛、羊、狗及禽类的正常寄居菌。在它们的生殖道或肠道有大量细菌，故可通过分娩或排泄物污染食物和饮水。人群普遍易感，5岁以下儿童的发病率最高，夏秋季多见。苍蝇亦起重要的媒介作用。亦可经接触感染。感染的产妇可在分娩时传染给胎儿。
空肠弯曲菌有内毒素能侵袭小肠和大肠粘膜引起急性肠炎，亦可引起腹泻的暴发流行或集体食物中毒。潜伏期一般为3～5天，对人的致病部位是空肠、回肠及结肠。主要症状为痉挛性腹痛、腹泻、血便或果酱样便，量多；头痛、不适、发热。细菌有时可通过肠粘膜入血流引起败血症和其他脏器感染，如脑膜炎、关节炎、肾盂肾炎等。孕妇感染本菌可导致流产，早产，而且可使新生儿受染。感染后能产生特异性血清抗体，可增强吞噬细胞功能。目前尚未测得肠道局部slga抗体。空肠弯曲菌对多种抗生素敏感，常用红霉素、四环素治疗。
空肠弯曲菌是一种人畜共患病病原菌，可以引起人和动物发生多种疾病，并且是一种食物源性病原菌，被认为是引起全世界人类细菌性腹泻的主要原因，对空肠弯曲茵的致病机理的研究越来越多。其致病因素包括粘附、侵袭、产生毒素和分子模拟机制等四个方面，通过分子模拟机制可以引起最严重的并发症一格林一巴利综合征。空肠弯曲茵可以通过产生细胞紧张性肠毒素、细胞毒素和细胞致死性膨胀毒素而致病。

## 生化特性
约有40%的菌株可以水解酪蛋白、核糖核酸和脱氧核糖核酸，90%~95%的菌株具有碱性磷酸酶活性，6%的菌株芳香基硫酸脂酶阳性。在0.1%亚硒酸钠斜面上生长，还原亚硒酸盐。水解吲哚酚。在含有0.1%胆汁的培养基中可生长。

## 分离培养
取服用抗生素前的腹泻粪便或宫颈粘液等，短时间用棉拭子沾取样品将样品放如内加入万古霉素10mg,多粘菌素B 2500iu，两性霉素B13mg，头孢氨苄15mg的肉汤中进行增菌培养，后接种于哥伦比亚血(5%脱纤维绵羊血)平板上,培养24H观察,如果有杂菌则选取单个菌株纯化,后使用马尿酸和氧化酶检测,有条件可以做血清凝集试验(成本高).初筛将阳性以及疑似菌株进行PCR检测(16S,mapA,hipO)最终确定为空肠弯曲菌。

## 菌种保藏
在-20度时一般可以保存6个月,-70度冻干保存时间可以长达两年。

## 检测方法
用于弯曲菌检测的经典方法常用的为生化鉴定方法，但检测时间长、试剂成本高、尤其空肠弯曲菌的微需氧特性，使其分离培养更为困难，需要额外的维持微需氧条件的设施和试剂,近年来,PCR等分子生物学检测方法取得了长足发展,它具有敏感性高、特异性强、检测快速等优点。研究发现，通过对空肠弯曲菌及结肠弯曲菌16s rRNA基因相同保守序列的扩增, 即可实现对样品中空肠弯曲菌及结肠弯曲菌的检测，经大量实验表明，该方法具有较强的特异性及灵敏性能够直接从鸡肉样品中直接检测出这两种弯曲菌,具有较强的实际应用价值。

## 检查
发病一周后，血清内可出现抗体，主要为lgM，可用间接血凝试验及间接免疫荧光试验等检测特异性抗体效价，正常人或带菌者血清效价可达1：2～1：8，急性期病人抗体效价可达1：8～1：32，恢复期可达1：80～1：320以上。由于血清抗体效价不高，须采取双份血清检测，以效价增高4倍作为诊断依据。